# Esmeralda (Cuba)
Esmeralda es un municipio cubano ubicado en la provincia central de Camagüey. Surge a partir de la última división político - administrativa, en octubre de 1976. Su territorio tiene 1224,28 km² de tierra firme sin contar la cayería, lo que convierte al territorio uno de los mayores municipios de la provincia y su población asciende, aproximadamente a 29, 967 habitantes distribuidos en 6 consejos populares que abarcan repartos, zonas urbanas y rurales.

## Ubicación
El Municipio de Esmeralda se encuentra ubicado en la llanura calcárea septentrional de Camagüey. Sus coordenadas geográficas, según la división política administrativa de Cuba efectuada en 1976, la sitúa a los 21.30° y 22.15° Lat Norte y 77.30° y 78.5° Long Oeste. Limita al norte con las Bahías de Jigüey y La Gloria, las que permiten separarla de la cayería norte camagüeyana. Por el sur con: Municipio Primero de Enero, Carlos Manuel de Céspedes, Municipio Florida y Municipio Camagüey. Por el este con los Municipios Sierra de Cubitas y Camagüey y al oeste con los Municipios Primero de enero y Municipio Bolivia, pertenecientes estos últimos a la vecina provincia de Ciego de Ávila.

## Historia
Antes de irrumpir en el territorio local los primeros grupos de conquistadores europeos, éste se encontraba habitado por una numerosa población origonaria en pleno estadio de la comunidad primitiva, radicados fundamentalmente en las márgenes del río Caonao, la zona de Guaney y, algunos puntos aledaños a la Sierra de Cubitas.
El proceso de conquista y colonización del territorio (1513) interrumpe de forma violenta el pacífico desarrollo de estas comunidades, que sometidas al más riguroso proceso de explotación y genocidio quedaron condenados a su pronta desaparición. En el siglo XVI surgen en la costa norte del territorio los poblados de Guaney, Jigüey y La Guanaja, llegando a convertirse este último en el más importante puerto comercial de la jurisdicción principeña y a la vez en el más significativo centro de desarrollo socioeconómico de la localidad por lo que en sus alrededores prosperaron un grupo de haciendas vinculadas fundamentalmente a la crianza extensiva y comercialización de ganado mayor, actividad que alcanzó y mantuvo la primacía económica local hasta principios del siglo XX.
En el siglo XIX los señores Pedro Alonso Riverón Álvarez y su suegro, Don José Ramírez Ramos, ambos moradores de la ciudad de Puerto Príncipe, eran dueños de una extensa propiedad territorial que sobrepasaba las quinientas veinticinco caballerías de tierras. Esta hacienda conocida como "La Providencia", tuvo su origen en la fusión de varias fincas pertenecientes a ambos socios o a la incorporación de otras adquiridas por ellos. Su ubicación concuerda con el área donde actualmente está radicado el pueblo de Esmeralda y sus alrededores.
Los documentos más antiguos consultados al respecto plantean que ya en el año 1905, existía una finca de 40 caballerías denominada "La Esmeralda" cuyos propietarios resultaron ser en aquel entonces la sociedad integrada por Doña María de la Cruz Guerrero, Don Alfredo Esquivel, Don Antonio Esquivel y Doña Venancia de los Dolores Guerrero y Sánchez. En 1908, mediante operaciones de compra venta, quedó dividida en dos lotes de aproximadamente veinte caballerías cada uno.
El más occidental pasó a ser propiedad del capitán del Ejército Libertador Francisco Cristiá Guevara, el que dividió su lote en varios más pequeños y le entregó el más oriental a uno de sus hijos Caridad Cristiá Gutiérrez y su esposo Benjamín Guevara Alfonso, a este terreno le denominaron "El Silencio", el que años después sirvió de cuna al poblado de La Esmeralda. A finales de 1916 se crearon las condiciones para que pasara por el territorio la vía férrea que une los puertos de Tarafa en Nuevitas y Caibarién en Villa Clara, lo cual constituyó el impulso económico para el desarrollo de la localidad hasta constituirse en término municipal en 1929.

### Desarrollo del territorio
El desarrollo de la industria azucarera a partir de la segunda mitad del siglo XVIII propició una mayor prosperidad del Puerto de La Guanaja, como importante enclave comercial principeño, permitiendo además la incorporación del territorio a esta nueva actividad económica, con la edificación de tres ingenios azucareros: Santa Rosa, Bainoa y Jururú, aunque manteniéndose en primer orden en cuanto a importancia económica, la tradicional producción ganadera. La intervención de Estados Unidos en la isla permitió a compañías norteamericanas fijar su atención en los fértiles suelos de la localidad. Entre 1901-1902 se funda la Colonia Palma City dedicada a la producción de cítricos. La construcción del Ferrocarril Norte (1917-1918) y del Central Jaronú (1919-1921) y toda su infraestructura azucarera, constituyeron significativos catalizadores para la situación socioeconómica de la comarca que vivió entonces un rápido crecimiento demográfico y mayor prosperidad económica. En los despoblados y boscosos parajes, nacen decenas de poblados y bateyes, así como una extensa red de vía férrea y un mosaico de colonias cañeras.
El 24 de febrero de 1929, el territorio queda constituido como término municipal, pero con la denominación oficial de Municipio General Machado, baldón que arrastrarían los esmeraldenses hasta el 12 de agosto de 1933, cuando con el desplome de la tiranía machadista adoptaría su actual nombre.
Actualmente el territorio hay 6 Consejos Populares:
- Tabor.
- Esmeralda Norte.
- Esmeralda Sur.
- Jiquí, Donato, La 132.
- Brasil.
- Mamanantuabo

Además cuenta con las siguientes Comunidades Independientes.
- Pre Eide
- Yagruma
- Mameyal
- Maduro.
- San Juan de Dios.
- Lombillo.
- Palma City.
- Pueblo Nuevo
- La Veguita.

### Luchas de liberación
Durante las épicas guerras independentistas libradas a finales del siglo XIX contra el coloniaje español, el territorio local constituyó el escenario natural de importantes acontecimientos militares entre los que se destacaron por su significación:
- El alzamiento de Banao (8 de noviembre de 1868), bajo la jefatura de Alejandro Loret de Mola.
- El combate Paso de los Paredones (23 de febrero de 1869)
- El Combate del Jobo (21 de enero de 1870)
- Combate de Sao de Lázaro.(23 de enero de 1873)

Todos ellos ocurridos durante la Guerra de los 10 años. En la contienda del 95 se producen entre otros:
- El combate de Limones (15 de agosto de 1895)
- Los Chincheros (14 de enero de 1898)
- Laguna Grande (15 de enero de 1898)

Sin embargo la mayor relevancia del territorio local durante estas campañas guerreras estuvo dada por su importante papel como retaguardia de apoyo al Ejército Libertador. Sirvieron sus espesos montes de refugios a las perseguidas familias mambisas, de hospitalarios centros de cura y restablecimiento para los guerreros heridos, de asentamiento permanente de rústicos talleres artesanales, e incluso de significativa fuente de abastecimiento para los exhaustos soldados de la libertad. La década de 1930 constituye uno de los más importantes momentos para la historia del movimiento revolucionario esmeraldense. En ella surgen las primeras organizaciones obreras y comunistas de la localidad y se producen acontecimientos de elevada significación entre las que se destacan por su magnitud y trascendencia la "Huelga General Revolucionaria" de 1933 en el Central Jaronú y sus colonias.
El inicio de la última etapa de lucha insurreccional revolucionaria no encontró oído sordo entre los vecinos locales, desde muy temprano hicieron eco de la acción opositora que se gestaba en la isla y procedieron a organizar un riguroso movimiento clandestino que llegó a extender sus actividades hasta los más recónditos rincones del territorio. Siendo el Cuartel de Lombillo el primer reducto de la tiranía ocupado por la fuerza del Ejército Rebelde en la provincia agramontina.
El triunfo revolucionario del 1 de enero de 1959 constituyó para los esmeraldenses, al igual que para el resto de la población cubana, uno de los grandes momentos de su historia, pues posibilitó el inicio de un singular proceso de diametrales transformaciones económicas, políticas y sociales que rompen con la tradicional estructura impuesta por más de cuatro siglos de dominación extranjera.

#### El combate del Paso de los Paredones
En los inicios de 1869 la situación de las fuerzas españolas en Puerto Príncipe era difícil, el campo y muchos poblados estaban prácticamente en manos de los insurrectos cubanos, que desde el campamento El Tibisial desarrollaban una estrategia que tenía parcialmente bloqueada la ciudad. El general Mena, jefe militar de la Plaza, se encontraba acuartelado en ella, con escasas fuerzas sin atreverse a enfrentar las fuerzas mambisas que lo asediaban. Para tratar de cambiar esta situación decidió enviar de refuerzo tropas desde La Habana, al mando del brigadier Juan de Lesca, encontrándose en Nuevitas. Para realizar esta operación estas fuerzas fueron enviadas por mar hasta el Puerto La Guanaja en una flotilla de barcos costeros custodiados por tres buques de guerra.
El 18 de febrero por la noche llegaron a las cercanías de las costas de La Guanaja y el 19 por la mañana abrieron fuego de cañón contra las defensas del poblado, protegiendo el desembarco que se inició inmediatamente del cese. Ya en tierra el jefe español se dedicó a organizar la columna compuesta por un batallón de infantería, otro de cazadores, un tercio de caballería, una compañía de ingenieros y una sección de artillería, compuesta por tres piezas de montaña, lo que sumaba más de dos mil hombres con un convoy de municiones de guerra y alimentos a lomo de mulas y tres carretas tiradas por bueyes. El día 21 partió la columna con rumbo a Puerto Príncipe.
La jefatura cubana supo de la llegada de las fuerzas enemigas y la dirección que tomarían por lo que tan pronto inició su traslado, comenzó a ser hostigada y tuvo que acampar en el poblado de Imías para atender a los heridos que les causaron las tropas mambisas. El mando mambí para tratar de evitar que Lesca lograra su objetivo de llegar a Puerto Príncipe, concentró todas las fuerzas posibles en la zona e hizo un estudio de los pasos de la Sierra de Cubitas, ocupando su entrada con el propósito de contener en ese lugar a las fuerzas enemigas. Las huestes mambisas estaban compuestas por unos quinientos hombres mal armados, escasos de municiones y sin experiencia militar.
Al amanecer el día 23, Lesca reanudó el avance y en las primeras horas de la mañana la vanguardia de sus fuerzas llegó a Los Paredones y fue saludado por un nutrido fuego de los grupos cubanos de observación. Los españoles respondieron con fuego de artillería, cañoneando la serranía. La columna entró en el paso y fue castigada duramente por la fusilería de los cubanos, causando muchas bajas entre sus hombres, quienes a pesar de su difícil situación embotellados en el cañón del paso, contestaban valientemente al fuego enemigo. Durante más de seis horas se mantuvo el combate sin que los españoles pudieran continuar su camino, ni retirarse, y los cubanos trataban de retenerlos para destrozarlos.
Los errores cometidos en la preparación del terreno y de sus fuerzas para el combate, debido a su inexperiencia, inferioridad del armamento y el escaso parque con que contaban, permitió a Lesca realizar una maniobra que consistió en tomar una trocha poco utilizada, dar un rodeo y salir al Paso de los Paredones y aprovechando que no estaba cubierto por las tropas mambisas, pasar por este lugar al lado sur de la serranía. 
La columna española al salir del Paso de los Paredones, que desde ese momento se conoce en la topografía camagüeyana y en la historia de Cuba como Paso de Lesca, acampó con el objetivo de hacer un descanso, alimentar a sus hombres, curar heridos y conocer las bajas, que según el parte oficial, ascendieron a ciento veinte hombres, ochenta y un caballos, tres bueyes muertos y la pérdida de todo el convoy de municiones y vituallas.
Algunas fuentes planteaban que las bajas resultaron más de seiscientos muertos, o sea aproximadamente el 43 % de sus efectivos. Las bajas cubanas consistieron en dos muertos y quince heridos, aunque Lesca logró el objetivo que perseguía, entrar en Puerto Príncipe, tuvo que pagar por él un costo muy alto, por lo que se puede considerar lo obtenido como una clásica "Victoria pírrica". La presencia de una fuerza tan numerosa en una plaza prácticamente sitiada, agravada la situación pues requería de recursos para su alimentación, que no existían en tal magnitud.
Este combate en el Paso de Paredones por el número de hombres, la cantidad y potencia de las armas, el número de bajas del enemigo y su tiempo de duración, podemos considerarla como la primera gran batalla registrada en las guerras por la independencia de nuestra patria.

#### Combate de Sao de Lázaro
En enero del año 1873 se registró el acontecimiento de mayor trascendencia relacionado con la actividad militar del general Ignacio Agramonte, quizás de todas las luchas por la independencia en la localidad, cuando en campaña de operación la recorrió de este a oeste, desde las sabanas de Cubitas hasta el Río Caonao y en el transcurso del mismo sostuvo el combate del Jobo en las cercanías de San Juan de Dios de los Chincheros y el día 24, cuando se retiraba del territorio, de nuevo combate victoriosamente a las tropas españolas en Sao de Lázaro, en las cercanías de la desembocadura del Río Lázaro con el Caonao.
Para tener conocimientos en detalle y fidedignos, veamos lo que dice el diario de Campaña de "El Mayor" durante esos días:
Como a las cuatro de la tarde caballería enemiga persigue a nuestros exploradores, grupos de nuestros jinetes se baten en retirada, combate, fuego muy vivo durante una hora, 1.ª Compañía, 1.er Batallón de Las Villas, avanza sobre el enemigo. Se recogió un buen caballo con montura. Nuestras bajas un sargento y un soldado, muertos; heridos dos sargentos y un Cabo de Las Villas. Muerto el caballo del Sargento Agüero del 1.er Escuadrón. Retirada de todas las fuerzas sin ser molestados, el Aguacate donde se pernoctó.
Camino a Magarabomba. Ese día combate en Sao de Lázaro... Sobre este combate el general Henry Reeve (El Inglesito) que participa en él, relata en su Diario de Campaña: " el 24 por la tarde el enemigo se presenta de súbito en el campo; los nuestros después de rehechos por la sorpresa cargan admirablemente sobre el enemigo, que desordenan, matándose muchos al machete y apoderándose además de 50 caballos, los nuestros cayendo ya al enemigo dispersado por completo se lanzan a apoderarse del parque y convoy; esto dio origen a que el enemigo se hiciera y cargara sobre los pocos que le hacían frente, obligándolos a abandonar parte del botín cogido. El enemigo sufrió mucho; nuestras bajas fueron 3 muertos y 6 heridos".

#### Combate San Juan de Dios de los Chincheros
En los días finales de 1897 y primeros de 1898 el Gobierno de la República en Armas, entre ellos su Presidente Salvador Cisneros Betancourt se encontraba en la zona de San Juan de Dios de los Chincheros. El mando militar español de la provincia recibió confidencias de esta situación y ordenó su verificación. Comprobadas éstas despachó un fuerte contingente militar hacia el lugar señalado con el fin de apresar o dar muerte a los principales representantes del Gobierno cubano. Enterado de este movimiento y de los objetivos del mando español, el general Lope Recio Loynaz, jefe del Tercer Cuerpo del Ejército Mambí, se trasladó rápidamente a las cercanías de donde se encontraba el campamento del Gobierno cubano para protegerlo del enemigo, encontrándose ambas fuerzas el día 13 de enero de 1898 en San Juan de Dios de los Chincheros, donde sostienen un combate que terminó en victoria para las armas cubanas. Al otro día, 14 de enero de 1898 se encuentran nuevamente en la finca Laguna Larga, combatiendo y volviendo a ser derrotadas las fuerzas españolas. Estas son las dos acciones de guerra de mayor envergadura que se producen en esta guerra en la localidad.

### Central Jaronú
La Primera Guerra Mundial (1914-1918) repercutió en diversos sectores a escala mundial, en Cuba el sector azucarero se vio beneficiado ya que la contienda bélica afectó severamente a la producción del azúcar de remolacha europea y aumentó la demanda y los precios del azúcar de caña en el mercado internacional por lo que Cuba se convirtió en el principal suministrador del producto, aunque con Estados Unidos como intermediario.
Grandes empresas monopolistas norteamericanas invirtieron sus capitales en la construcción de colosos de la industria azucarera, entre ellos el Central Jaronú (actual CAI Brasil).
El antecedente inmediato de esta obra estuvo en la construcción del vecino Central Cunagua (actual Bolivia) fabricado por la "Central Cunagua S.A"; empresa azucarera filiada directamente a la "American Sugar Refining Company" que lo pone en explotación a partir de la zafra de 1918.

### Curiosidades históricas
- El 27 de diciembre de 1868 desembarcó por La Guanaja la goleta Galbanic, procedente de Las Bahamas, con la primera expedición de ayuda a la insurrección procedente del exterior. Al mando de Manuel de Quesada, que tenía experiencia militar, estaba compuesta por 50 hombres, entre los que figuraban Antonio Zambrana, Rafael Morales (Moralitos), Victoriano Betancourt, Francisco la Rua y Julio Sanguily.
- El Combate del Jobo ocurrido el 21 de enero de 1870 fue protagonizado por el mayor Ignacio Agramonte, en el mismo participó Henry Reeve (el Inglesito)
- El 1 de mayo de 1924 Enrique Varona arriba al poblado del Central Jaronú y se reúne con un grupo de obreros en un monte próximo a la industria. Allí expuso con elocuencia, la alta significación de la fecha y recalca la imperiosa necesidad de organizar el gremio azucarero, capaz de aglutinar y defender los intereses de la clase obrera
- A principios de 1946 el líder azucarero Jesús Menéndez arriba al Central Jaronú en un tren cañero procedente del Central Cunagua. Una vez en Jaronú, Menéndez se dirige al local del Sindicato donde conversa con la directiva de éste y les brinda importantes orientaciones. Más tarde usa de la palabra en una entusiasta asamblea de obreros.
- El 6 de octubre de 1958, se comete un crimen que estremece al pueblo de Esmeralda. Es asesinado en la Finca Los Cocos, cerca de Jiquí el joven integrante del M-26-7 Jorge Fernández Bello, mártir insigne de la localidad.
- El cuartel de Lombillo fue el primer cuartel de la tiranía tomado por el Ejército Rebelde en la provincia. El 2 de noviembre de 1958.
- El 17 de febrero de 1963: los campos cañeros del territorio sirve de escenario para una fraternal competencia entre el Che Guevara e Ibrahin Ventura en el corte mecanizado de caña.

### Personalidades históricas
- Jorge Fernández Bello (5/2/1924 – 6/10/1958) combatiente del 26 de julio.
- Amado Fernández (4/9/1938 – 17/7/1958) combatiente del 26 de julio.
- Gelacio Gutiérrez (21/10/1931 - 27/9/1958) combatiente del Ejército Rebelde, mártir de Pino 3.
- José Joaquín de Cárdenas (24/4/1943 – 29/8/61) mártir de la alfabetización.

### Fechas relevantes
- El Combate del Jobo (21 de enero de 1873) participó Ignacio Agramonte.
- 24 de febrero de 1929 Título de municipio a la localidad de Esmeralda
- El 2 de noviembre de 1958. Toma del Cuartel de Lombillo primera guarnición de la tiranía tomada por el Ejército Rebelde en la provincia.

## Características

### Geología
Su constitución geológica, al igual que la de todo el territorio nacional, es considerada de joven formación, pues las más primitivas frecuencias evolutivas existentes en ella, apenas data del período Jurásico Cretácico de la era Cenozoica, mientras que su actual configuración geográfica sólo la obtuvo en el período Cuaternario de la actual era Cenozoica.

### Físico – Geográficas
El relieve, generado por la propia evolución geológica, se caracteriza por el predominio de una extensa llanura calcárea, apenas interrumpida en su porción sur oriental por el extremo más occidental de la Sierra de Cubitas, así como un conjunto de pequeñas elevaciones integradas por las lomas de Guaney, Miranda y Paso Abierto en el extremo noroccidental.

### Suelos
Los suelos predominantes son los ferralíticos pardo rojizos, con algunas incidencias de los oscuros plásticos gleysosos, en ambos casos dotados de una elevada concentración de nutrientes que propician un generalizado nivel de fertilidad, propio para el desarrollo de la actividad agrícola y ganadera. Existen algunas áreas cenagosas de escasa utilización económica, fundamentalmente en las zonas costeras. La zona autóctona ha quedado relegada a pequeñas áreas de bosques y vegetación costera, con el predominio actual de plantaciones antropógenas representadas fundamentalmente en caña de azúcar y pastizales.

### Clima
La temperatura media anual es de 25 °C, con mínimas promedio de 19,5 °C y máximas de 30,4. Generalmente se comporta como mes más frío diciembre, con medias de 15,8 °C y en ocasiones han llegado a estar por debajo de 6 °C, convirtiendo al territorio en uno de los más fríos del país. El mes más caluroso es agosto, con temperatura promedio de 32,9 °C, aunque ocasionalmente, la máxima del día ha llegado a superar los 35 °C. En el período 1982-1991 el promedio de precipitaciones fue de 1500 mm, reportándose junio como el mes más lluvioso y el menos lluvioso enero. La humedad relativa anual se aproxima al 82 %, reportándose octubre como el más húmedo con 86 % y abril el menos húmedo con un 76 %.

### Fauna
La fauna es variada, se observa la presencia de la jutía, aves de varias especies, predominan los insectos y los animales domésticos.

### Vegetación
Su vegetación es costera, de pequeños bosques de madera preciosa como cedro, jocuma, ácana, caoba, árboles frutales como anón, mamey colorado, guayaba, caimito, marañón y corojo, se cultivan especies comestibles como la fruta bomba, yuca, aguacate, boniato y otras viandas, existe predominio de las plantaciones de caña de azúcar y pastizales.

### Hidrografía
El sistema hidrográfico tiene sus principales exponentes en el río Caonao, que luego de bordear gran parte del límite sur del municipio se extiende por todo su costado oeste hasta desembarcar en la Bahía de Jigüey y el río Quemados o Jigüey, que corre a lo largo de vertiente sur occidental de la Sierra de Cubitas, desde cuyo extremo varía su rumbo hacia el norte, para verter sus aguas en la citada bahía. Completa este sistema la presa "El Porvenir", con una capacidad de embalse de 171 000 000 de m³ de agua, la laguna Guanamaca o Vasallo, así como todo un complicado sistema de canales artificiales, construidos con fines agropecuarios.

## Desarrollo social

### Educación
Antes de 1959, el territorio disponía de un reducido número de escuelas y maestros públicos, en la actualidad se alcanzan niveles superiores de calidad en la enseñanza. Cuenta el municipio con:
- 19 Escuelas primarias.
- 2 Escuelas Secundarias Básicas Urbanas (una en Esmeralda y otra en Brasil)
- 1 Escuela Secundaria Básica en el campo
- 3 Círculos Infantiles (2 en Esmeralda y uno en Brasil)
- Una Escuela para la Enseñanza Especial
- Un Centro para la Enseñanza Politécnica.
- Un Preuniversitario
- 4 Centros de Enseñanza Superior.

### Cultura
El municipio cuenta con varias instituciones que promueven el desarrollo de proyectos que contribuyen al enriquecimiento del acervo cultural esmeraldense.
Entre las instituciones se destacan: 
- Casa de la Cultura “Amadeo Roldán de Esmeralda.
- Casa Comunal “Raúl Gómez García” de Brasil
- Biblioteca Municipal “Rolando Tomás Escardó”
- Museo Municipal de Esmeralda.
- Cine América de Esmeralda
- Cine Jimaguayú de Brasil
- Cine de la comunidad de Jiquí.
- 3 Salas de Televisión
- 2 Salas de Vídeos
- 2 Librerías (una en Esmeralda y otra en Brasil)

En el territorio se realiza un amplio trabajo comunitario donde se promueve la creación artística y literaria de la población y se potencia el trabajo de artistas y artesanos populares

#### Tradiciones
Carnavales, Noche de tradiciones, Ferias de Arte Popular y Semana de la Cultura como los más representativos. Se presentan trovadores, conjuntos de música campesina, congas, comparsas, danza haitiana, decimistas, repentistas y exponentes de artesanos y pintores conjuntamente con creaciones de las artes aplicadas. Además, en cada año se efectúa la selección de "La Esmeralda y sus rubíes".

#### Patrimonio
El batey Jaronú, goza de una arquitectura única de su tipo en el país, la cual se distingue por su conservación y estructura típica, lo cual le valió ser considerado Monumento Nacional.  

### Salud
Al triunfo de la Revolución el municipio contaba con 9 médicos, 3 estomatólogos, 2 técnicos de laboratorios y 13 enfermeras empíricas y 1 que se dedicaba a los partos. Estas no llegaban a las zonas rurales. Solo se contaba con un pequeño hospital en el Central Brasil y una pequeña clínica en Jiquí. El sector de la Salud Pública comenzó a sentir los efectos revolucionarios, siendo las primeras beneficiadas las mujeres y los niños por nacer, para quienes se construyó en Esmeralda un Hogar Materno Infantil y se mejoraron las condiciones del existente en Jaronú.
La Revolución ha coordinado sus esfuerzos en este sentido y a las campañas masivas de vacunación se han sumado la construcción de hospitales, policlínicos, clínicas estomatológicas, graduación de nuevos médicos y enfermeras y la creación de la nueva institución del Médico de la Familia.
Además el municipio cuenta con centro de fisioterapia, una Central de Ambulancias con 7 equipos, un Hogar de Ancianos con capacidad para 130 de estos, 2 Círculos de Abuelos. Se han construido 6 farmacias. Uno de los resultados de estos esfuerzos se refleja en la baja tasa de mortalidad infantil y general alcanzada por el municipio.

### Deporte
El deporte hasta 1959 estaba limitado para la inmensa mayoría del pueblo, se carecía de recursos e instructores para las distintas manifestaciones deportivas. A partir del triunfo revolucionario comienza a transformarse totalmente, de la participación selectiva en las sociedades burguesas, pasó a ser una actividad de masas.

## Valores de Esmeralda

### Valores Naturales
- Cayería Norte (Cayo Romano y Cayo Cruz)
- Pedraplén Cayo Romano – Cayo Coco) se potencia el desarrollo del turismo

### Valores Arquitectónicos
- Batey del Central Brasil (Patrimonio nacional)

### Valores Históricos
- Batey del Central Brasil, recibió la visita de Jesús Menéndez (líder azucarero cubano) y Enrique Varona (líder obrero).
- Loma de Jiquí lugar donde fue asesinado Jorge Fernández Bello, miembro del M-26-7 y mártir insigne de la localidad.
- Obelisco Desembarco del Galbanic, primera expedición en apoyo a la Guerra de los Diez Años.
- Tarja: Huelga de 1933; construido en 1981 en el Central Brasil.
- Tarja de la toma del Cuartel de Lombillo, primera guarnición tomada por el Ejército Rebelde en la provincia de Camagüey. Década del 60, siglo XX ubicado en la Comunidad de Lombillo.
- Obelisco: Jorge Fernández Bello; Construido entre 1973-1974, ubicado en Finca Los Cocos, Comunidad Jiquí.
- Busto José Martí: Construido en la década de 40, siglo XX. Ubicado en el Círculo Infantil José Joaquín de Cárdenas.
- Busto de José Martí: Construido en la década del 50, siglo XX, situado en calle Maceo, frente al PCC Municipal.
- Monumento "Fuerzas coheteriles": Erigido en 1962, en la Comunidad de Tabor relacionado con los sucesos de la Crisis de Octubre.

### Personalidades
- Milagro Peláez, atleta destacada en esgrima, Integrante del Equipo Juvenil que obtuvo el campeonato centroamericano en Venezuela, falleció en el Atentado al avión de cubana en Barbados.
- María Mercedes Pérez, aficionada a las letras, cultiva el cuento y la poesía, prefiriendo la décima. Vive en la comunidad de Brasil, jubilada del sector azucarero ha obtenido varios reconocimientos nacionales, su obra se ha publicado en el extranjero
- Manuel Rodríguez Santo, abogado, fue el primer asesor literario y fundador de los talleres literarios de la Casa de Cultura Amadeo Roldán. Entrañable amigo del escritor Raúl González de Cascorro y que a su vez fue su metodólogo.
- Benito Madó, virtuoso pianista que desarrolló una gran labor en la década del 50 en La Habana, trabajo junto a prominente figuras de la cultura nacional como Alicia Alonso.
- Norma Reina Morales, destacada actriz de la televisión cubana, su personaje Marcolina es disfrutado por toda la población.